# Ruby Andrews
Ruby Star Andrews (Queenstown, 19 dicembre 2004) è una sciatrice freestyle neozelandese, specializzata nello slopestyle.

## Biografia
Specializzata nello slopestyle e attiva a livello internazionale dall'agosto 2018, la Andrews ha debuttato in Coppa del Mondo il 19 novembre 2022, giungendo 12ª a Stubaital e ha ottenuto il suo primo podio il 4 febbraio 2023 chiudendo 3ª a Mammoth Mountain, nella gara vinta dalla norvegese Johanne Killi.

## Palmarès

### Mondiali juniores
- 2 medaglie:
  - 1 oro (slopestyle a Leysin 2022)
  - 1 bronzo (halfpipe a Leysin 2019)

### Coppa del Mondo
- Miglior piazzamento nella Coppa del Mondo di freestyle: 13ª nel 2024
- 3 podi:
  - 3 terzi posti